# El Progreso (San Fernando)
El Progreso es una localidad del estado mexicano de Chiapas. Es parte del municipio de San Fernando.

## Demografía
| Gráfica de evolución demográfica |
|                                  |

| Censo | Población |
| ----- | --------- |
| 1930  | 375       |
| 1940  | 548       |
| 1950  | 594       |
| 1960  | 616       |
| 1970  | 725       |
| 1980  | 118       |
| 1990  | 1 375     |
| 2000  | 1 913     |
| 2010  | 2 704     |
| 2020  | 3 443     |